# Baliaggio di Lugano
Il Baliaggio di Lugano era uno dei baliaggi italiani, ovvero baliaggi comuni transalpini amministrati congiuntamente dai cantoni della Vecchia Confederazione (i tredici cantoni ad eccezione dell'Appenzello)  durante l'Antico Regime.

## Storia
Per tutto il XV secolo gli svizzeri avevano mostrato interesse commerciale per il sud delle Alpi, ma in quel periodo la solidità del Ducato di Milano non aveva permesso loro che limitatissimi risultati. Ben più ghiotta occasione si prospettò invece all'inizio del XVI secolo, quando il ducato cadde sotto i colpi della ben più potente Francia.
Nel 1512 l'intero territorio subì l'invasione dei confederati elvetici, che iniziarono una guerra quadriennale contro i francesi per il controllo del Nord Italia, conclusasi nel 1516 con il Trattato di Friburgo che segnò la definitiva annessione alla Svizzera della pieve di Lugano che, con quelle di Agno, Riva e Capriasca entrò nel neo-costituito Baliaggio di Lugano, dipendenza diretta della Confederazione, simile a quanto viene oggi definito un protettorato.
In qualità di dipendenza, la comunità era governata da un balivo di lingua tedesca, ma per l'amministrazione locale veniva mantenuta un'autonomia gestita dal Consiglio della Comunità formato da 7 membri.
Al baliaggio, formazione politica chiaramente oligarchica e anti-democratica, fu fatale l'invasione giacobina del 1798, allorquando fu soppresso a favore di una più larga provincia costituita secondo i canoni centralistici e antifederalistici degli invasori: il Cantone di Lugano.